# 中衛發展中心
中衛發展中心，簡稱CSD，是一個中華民國公設財團法人，於1990年7月1日成立，前身是1984年7月1日成立的經濟部工業局中心衛星工廠制度推動小組，主要工作在輔導產業，強化產業上、中、下游合作網路，推動中心（中心廠）衛星（衛星廠）合作體系。
中衛發展中心推動工作包括全面生產管理（TPM）、全面精實管理（TLM）、全面品質管理（TQM）等管理技術等。為了因應產業受到貿易自由化的衝擊，自2010年起也開始推動MIT微笑產品的驗證制度，MIT微笑產品是台灣廠商自願參與的驗證制度，由台灣製造（MIT）的產品，再通過第三方驗證單位的驗證，即可取得MIT微笑標章。
中衛發展中心近來也有針對數位轉型、淨零排放的廠商輔導，以及小型企業創新研發計劃（SBIR）的推動。

## 外部連結
- 財團法人中衛發展中心 （页面存档备份，存于）
- 中衛產業+(Youtube) （页面存档备份，存于）